# Ali Benflis

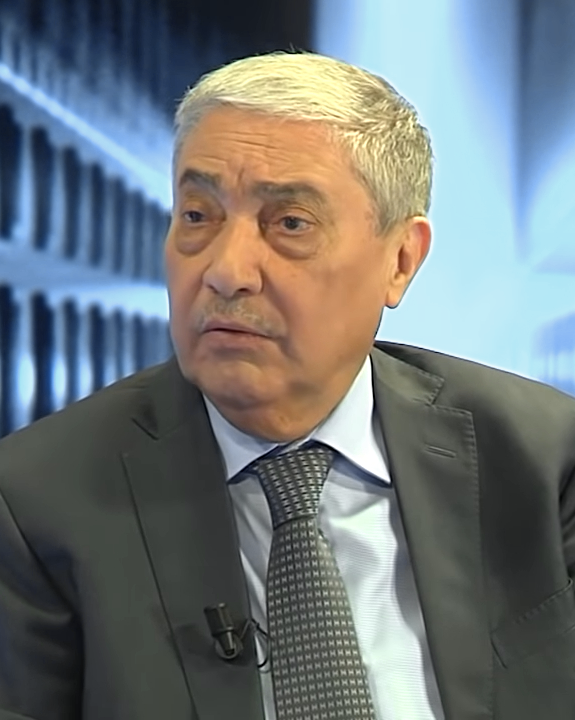
Ali Benflis (2019)

Ali Benflis (arabisch علي بن فليس, DMG ʿAlī b. Filīs; * 8. September 1944 in Batna) ist ein algerischer Politiker und ehemaliger Premierminister Algeriens.
Nach seinem Jurastudium eröffnete Benflis zuerst eine Rechtsanwaltskanzlei in seiner Heimatstadt Batna. 1987 gründete er die Algerische Liga für Menschenrechte mit und war von 1988 bis 1991 mehrfach Justizminister in verschiedenen Kabinetten. 1995 stieg er ins Zentralkomitee der früheren Einheitspartei FLN auf und übernahm 2003 den Posten des Generalsekretärs. 1999 setzte er sich im Präsidentenwahlkampf für Abdelaziz Bouteflika ein und wurde selbst als dessen enger Vertrauter nach dem Rücktritt Ahmed Benbitours am 26. August 2000 zum neuen Regierungschef ernannt. Am 8. April 2004 trat Benflis schließlich gegen den Amtsinhaber Bouteflika bei den Präsidentschaftswahlen an, musste aber eine herbe Niederlage hinnehmen und wurde hinter Bouteflika (84,99 %) mit nur 6,42 % Zweiter.
Bei den Präsidentschaftswahlen am 17. April 2014 trat er erneut gegen Bouteflika (81,53 %) an, erhielt aber lediglich 12,18 % der Stimmen.
Benflis reichte seine Kandidatur zur Präsidentschaftswahl 2019 ein, zog sie aber vorerst zurück, als der 82-jährige Bouteflika erneut antrat. Nach dessen Rückzug und der Verschiebung des Wahltermins auf den 12. Dezember trat Benflis erneut an und erreichte mit 10,55 % Rang 3.